# Dalechampia cissifolia
Dalechampia cissifolia är en törelväxtart som beskrevs av Eduard Friedrich Poeppig. Dalechampia cissifolia ingår i släktet Dalechampia och familjen törelväxter. Inga underarter finns listade i Catalogue of Life.